# Chardal
 (juin 2014).
Si vous disposez d'ouvrages ou d'articles de référence ou si vous connaissez des sites web de qualité traitant du thème abordé ici, merci de compléter l'article en donnant les références utiles à sa vérifiabilité et en les liant à la section « Notes et références ».
Les haredim leoumi'im (hébreu : חרדים לאומיים haredim nationalistes, abbrévié חרד"ל harda"l) sont un secteur du public sioniste religieux dont les pratiques inclinent significativement vers les normes ultra-orthodoxes. 
Le terme apparaît dans les années 1980 pour désigner péjorativement ceux des sionistes religieux qui réclament et obtiennent une séparation des sexes dans des institutions jusque-là mixtes, comme les établissements scolaires ou les mouvements de jeunesse, ainsi qu’une radicalisation dans différents domaines où le sionisme religieux se montrait ordinairement plus souple que l’ultra-orthodoxie. Le débat prend sa source autant qu’il s’étend dans plusieurs académies talmudiques, dont les maîtres et étudiants professent une idéologie sioniste au service d’une stricte observance du judaïsme. Leur aspiration à une pratique plus stricte se manifeste dans l’accoutrement par une plus grande pudeur selon les normes juives ou le port de longues mèches au coin de la chevelure, et dans l’idéologie par une prise de distance plus importante avec la modernité. Elle déborde aussi dans la sphère politique, où une vue « modérée » et « pragmatique » qui s’aligne généralement avec le parti régnant, se heurte à un secteur plus « idéaliste » et « agressif » qui encourage à l’occasion la fronde dès qu’il est perçu que le gouvernement dévie des normes juives ou nationales attendues de lui, par son ouverture à l’homosexualité ou par la cession de territoires sous contrôle israélien. 
Les personnes désignées comme haredim-leoumi’im goûtent peu de se retrouver associés à un public traditionnellement hostile au sionisme du fait de leur niveau de pratique, et préfèrent généralement se dénommer toranim (« toraniques ») ou emounim (« croyants »).